# مؤلفات محمد الشيرازي
محمد الحسيني الشيرازي (1928-2001) هو أحد مراجع الشيعة. ومؤلف لأكثر من ألف وثلاثمائة كتاب في الدين والسياسة والتاريخ والاجتماع والاقتصاد والقرآن واللغة العربية وآدابها، ومواضيع أخرى.
يذكر ابنه محمد رضا في كتابه خواطر عن السيد الوالد: (كان الفقيد يعتقد بأهمية التأليف ويرى أنه قاعدة مهمة من قواعد النهضة الحضارية. وكان ينتهز كل فرصة للتأليف. كما كان يحرض الآخرين على ذلك)، ويقول محمد حسين الصغير في كتاب انفجار الحقيقة: (السيد محمد الشيرازي منذ شبابه الأول حتى شيخوخته الفتية، وفي ستين عاماً من عمره ، كان حريصاً على التأليف، مؤثراً له على سواه من الأعمال).
ويكمل الصغير (ويمكنني مع الضغط الشديد والضوء المعمق تصنيف مؤلفات السيد الشيرازي إلى ثلاثة مجاميع رئيسية)، حيث يصنف مؤلفات الشيرازي لثلاثة أصناف هي:
- المادة التخصصية في التشريع وتشتمل على علم الحديث والسنّة والفقه والأصول، وتضم بين دفتيها مباحث الرواية والدراية وتصنيف الرواة حديثاً، وعلى مباحث العبادات جميعاً والمعاملات والعقود والإيقاعات والدّيات والقصاص والمواريث فقهاً، وعلى مباحث الألفاظ والأصول العلمية أصولاً، وفيها كل ما يتصل بحياة الاجتهاد والاستنباط والنظر العقلي والتدقيق في أدلة الأحكام ومعالم البحث العالي الخارج.
- كتب الاحتجاج والمناظرات والمقالات الإسلامية في «الدفاع عن ثوابت الإسلام وأصول مبدأ أهل البيت وجذوره»، وحياة العقل الإنساني في الفطرة من ينابيعها الأولى، والتعريف بحياة التشريع نظرية وتطبيقاً، والتعريف بالإمامية بمختلف أطاريحها فكراً ونظاماً وعقائد وأصولاً ونظريات وفلسفة، ونصوصاً ظاهرة.
- كتب الثقافة الإسلامية: وهي مجموعة كبرى من المؤلفات «الهادفة» كبيرة وصغيرة ومتوسطة في الحجم، روعي في تأليفها التيسير والتبسيط ووضوح العبارة وحداثة الأسلوب.[3]

## مؤلفاته حسب المجال

### السياسة والدولة
- التيار الإصلاحي
- محنة العراق
- حكومة الأكثرية
- لماذا الكوارث
- دعاة التغيير ومستقبل العراق
- التهجير جناية العصر
- إلى المجاهدين في العراق
- وصايا إلى الكوادر العراقية
- مستقبل العراق بين الدعاء والعمل
- الصلح مع اليهود استسلام لا سلام
- الدولة الإسلامية رؤى وآفاق
- فقه العولمة
- العراق ماضيه ومستقبله
- انقاذ العتبات المقدسة
- كيف ولماذ أخرجنا من العراق
- الشيعة والحكم في العراق
- الرأي العام وسبل التوجيه
- هذا هو النظام الإسلامي
- إذا قام الإسلام في العراق
- الحرية الإسلامية
- أول حكومة إسلامية في المدينة المنورة
- الشورى في الإسلام
- العراق بلد الخيرات
- تحطم الحكومات الإسلامية بمحاربة العلماء
- النظام الإسلامي والأنظمة المعاصرة
- السبيل إلى إنهاض المسلمين.
- الصياغة الجديدة.
- ممارسة التغيير لإنقاذ المسلمين.

يناقش أهمية التغيير لإنقاذ المسلمين. يقسم الكتاب إلى سبع فصول، هي كالتالي:
1. مقومات التغيير.
2. أساليب أخرى للتغيير.
3. الإسلام والتحدي الاستعماري.
4. من أساليب الاستعمار.
5. الديكتاتورية عدو التغيير.
6. من قصص الاستبداد.
7. بين نموذجين.

- الوصول إلى حكومة إسلامية.
- هل سيبقى الصلح بين العرب وإسرائيل؟
- إلى حكومة ألف مليون مسلم.

### أصول الفقه
- الوصول إلى كفاية الأصول (5 مجلدات)
- الأصول (8 أجزاء)
- الوصائل إلى الرسائل (5 مجلدات)
- حاشية الرسائل
- حاشية الكفاية
- حاشية المعالم
- حاشية القوانين

### الأديان
- بين المسلمين واليهود.
- بين الإسلام ودارون.
- مائة سؤال حول الثالوث.
- وقفة مع الوجوديين.
- نقد نظريات فرويد.

### العقائد
- لماذا نزور الإمام.
- عيد الغدير أعظم الأعياد في الإسلام.
- هل تحب معرفة الله؟
- العقائد الإسلامية.
- هكذا الشيعة.
- إعرف الشيعة.
- من هم الشيعة.
- قصة الشيعة.
- واقع الشيعة.
- قضية الشيعة.
- مقالة الشيعة.
- الشيعة والشريعة.
- هوية الشيعة.
- أفكار الشيعة.
- نظرة الشيعة.
- نهج الشيعة.
- كيف عرفت الله؟

### المذكرات
- عشت في كربلاء.
- كفاحنا.
- الأخ الشهيد السيد حسن الشيرازي.
- مطاردة قرن ونصف.
- تلك الأيام.

### الثقافة الإسلامية
- نظام الحوزات العلمية.
- هل للشعوب قيمة.
- الإصلاح.
- الإمام زين العابدين () قدوة الصالحين.
- تسعون مليار نسمة.
- مقالات.
- اللاعنف في الإسلام.
- الإسلام هو الإسلام.
- طريقنا إلى الحضارة.
- إلى الكتاب الإسلاميين.
- نحو يقظة إسلامية.
- أسبوع المولد الشريف.

يدعو المؤلف في هذا الكتب لاتخاذ أسبوع باسم أسبوع «المولد الشريف» يبدأ من 17 ربيع الأول حيث يوم مولد النبي محمد حسب الروايات الشيعية، ومولد حفيده جعفر بن محمد الصادق. ويكتب فيه ما يراه من تحضيرات مناسبة لهذا الأسبوع، من: تنظيف الجسد، تنظيف الأهل، تنظيف الأماكن العامة، شراء الملابس الجديدة. كما يؤيد أن تكون بداية السنة من هذا الأسبوع، وقال بإن شهر محرم لا يصلح للاحتفال بالسنة الجديدة، لإنه شهر حزن عند الشيعة حيث قُتِلَ فيه الحسين بن علي بن أبي طالب.
- العائلة.
- ثلاثة مليارات من الكتب.
- العدل أساس الملك.
- ليحج خمسون مليوناً كل عام.
- كيف يمكن نجاة الغرب.
- إلى نهضة ثقافية إسلامية.
- تحويل المعنويات الإسلامية من القوة إلى الفعل.
- لنبدأ من جديد.
- من مأساة بلاد الإسلام.
- سقوط بعد سقوط.
- إلى أبنائنا في البلاد الأجنبية.
- الحجاب الدرع الواقي.
- الكتاب من لوازم الحياة.
- الأزمات وحلولها.
- الغرب يتغير.
- الاستفادة من عاشوراء.
- رسالة المساجد والحسينيات.
- الأفلام المفسدة في الأقمار الصناعية.
- الحسين مصباح الهدى.
- الحسن والحسين عليهما السلام إمامان.
- المسلمون يتضررون.
- المتخلفون مليارا مسلم.
- ماهو الإسلام؟
- حوار حول تطبيق الإسلام.
- نحن والإمام علي .
- طريق النجاة.
- الإسلام وشهر رمضان.
- شهر رمضان شهر البناء والتقدم.
- استمرارية المؤسسات الإسلامية.